# Dinastía Hanan Cuzco
La dinastía Hanan Cuzco o Hanan Qusqu (en quechua: Hanan Qusqu lit. 'alto Cuzco') fue una dinastía amerindia que era parte de la casa real incaica, establecida en el poder del incanato tras relegar a la dinastía hermana Hurin Cuzco (en ortografía quechua contemporánea: Urin Qusqu) a funciones religiosas en el año 1350, siendo ambas parte de la diarquía inca. Su primer exponente fue Inca Roca, hijo del inca Cápac Yupanqui, y duró hasta 1572, cuando los españoles conquistaron el incario de Vilcabamba que era su último reducto así como la posterior ejecución en el Cuzco de Túpac Amaru I.

## Origen
Los primeros gobernantes incas fueron Hurin Cuzco (Bajo Cuzco), pero de acuerdo al cronista español Martín de Murúa, tras morir el inca Cápac Yupanqui, aparentemente envenenado por su concubina, Cusi Chimbo, hija del sinchi o «señor» de Ayarmaca, que llegó a ser su segunda esposa. La circunstancia fue aprovechada por los conspiradores Hanan encabezados por Inca Roca, que atacaron el palacio de Inticancha (luego conocido como Coricancha), depusieron a los Hurin e instalaron a los Hanan como monarcas. Finalmente, se llegaría a un acuerdo entre ambos grupos. Los Hurin mantendrían el poder religioso, de propiedades y tesoros comparables al secular, la historiadora María Rostworowski ha planteado la posibilidad que el sumo sacerdote o Willaq Umu perteneciera a una de las panacas del Hurin Cuzco. Los asuntos políticos, cívicos, económicos, sociales y militares quedaron para el Sapa Inca Hanan.

## Gobernantes

### Curacazgo del Cuzco (1350-1438)

#### Inca Roca
Reinado: (aprox. 1350–1380)

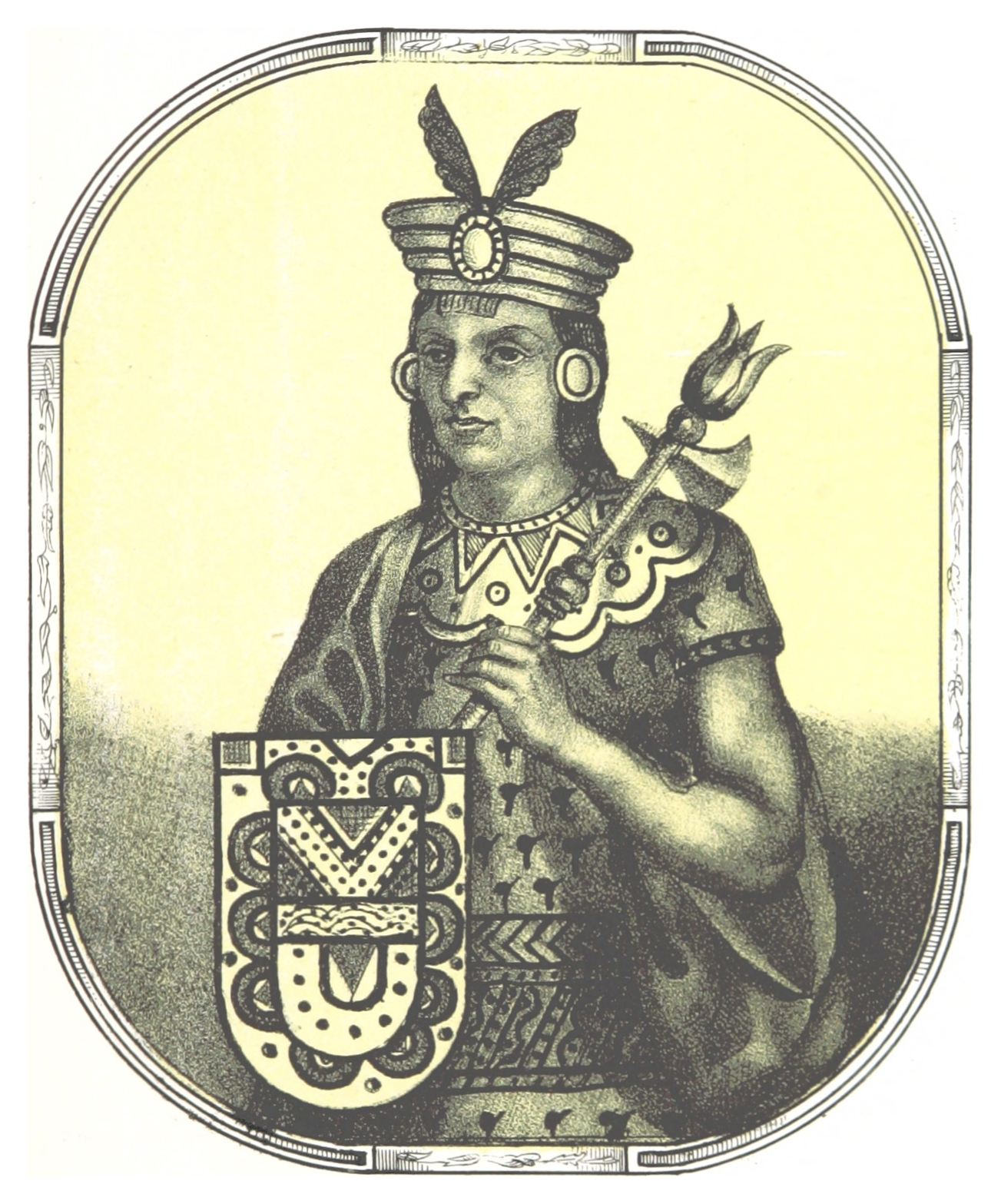

Se convirtió en el sexto gobernante del curacazgo del Cuzco, siendo el primero de la dinastía de los Hanan Cuzco, aproximadamente en el año 1350, deponiendo a los Hurin después de la muerte de su padre, el inca Cápac Yupanqui que tenía como heredero a su medio hermano Quispe Yupanqui. Además fue el primero en emplear el título de inca. Conquistó los territorios de las etnias masca, quiquijana, pinahua y cautomarca, en los alrededores del Cuzco, además de mantener a raya a sus enemigos chancas que causarían problemas a sus descendientes. También penetró en el oriente cuzqueño hasta Paucartambo. 
Construyó escuelas para los nobles o yachayhuasi. Su coya fue Mama Michay, del pueblo de los huallacanes, con quien tuvo a Yáhuar Huácac. A partir de él, los gobernantes incas ya no residirían en el Inticancha que sería dejado a los Hurin para ser la clase sacerdotal; levantando su palacio donde ahora es el Palacio Arzobispal.

#### Yáhuar Huácac
Reinado: (aprox. 1380–1400)
El nombre de Yáhuar hace referencia a una historia en la que fue secuestrado cuando era niño por el sinchi (señor de la guerra) Tocay Cápac de la nación ayarmaca, entonces llorando lágrimas de sangre por su situación, asustó a sus captores. Luego de ello sería liberado y devuelto a su padre Inca Roca.
Asumiendo el reinado con 19 años en 1380 pero tuvo que enfrentar sucesivas rebeliones internas; Yáhuar conquistó Pillauya, Choyca, Yuco, Chillincay, Taocamarca y Cavinas. En 1380, aproximadamente asumió el trono, pero tuvo que enfrentar sucesivas rebeliones internas. Su esposa fue Mama Chiquia, hija del jefe ayarmaca ,Tocay Cápac, que tiempo atrás dirigió el rapto del que fue víctima con el fin de reconciliarse. No llegó a escoger un sucesor entre sus hijos y tras su muerte, la sociedad inca entró en una etapa de confusión y desconcierto.

#### Huiracocha Inca
Reinado: (aprox. 1400–1438)
Su nombre original era Hatun Túpac Inca, pero tomó el nombre de Huiracocha Inca porque aseguró haber tenido un sueño divino con el dios Huiracocha. Se le considera el primer gobernante inca con deseos imperialistas , pues al ascender al trono afirmó que conquistaría «la mitad del mundo conocido». Mejoró la agricultura del Cuzco, así como hizo numerosas obras de infraestructura.
Recordado de joven como un príncipe guerrero y valiente, comenzó la expansión del curacazgo sometiendo a los pueblos aledaños y estableció guarniciones sobre los territorios conquistados. Esta progresiva expansión generó la reacción de sus vecinos y rivales, los chancas, con su centro de poder en la zona de Apurímac, quienes atacaron varios poblados quechuas y llegaron hasta el mismo Cuzco. El inca siendo ya anciano, se negó a defender la capital, incluso la abandonó con su hijo sucesor Inca Urco por lo que ambos fueron criticados, pero uno de sus hijos, el príncipe Cusi Yupanqui luego nombrado Pachacuti (Pachacútec), tomó a su cargo la resistencia con el resto de sus hermanos y derrotó a los invasores chancas. Luego del fin de la amenaza , fue invitado por Cusi Yupanqui a las celebraciones, sin embargo lo rechazó afirmando que el trono le pertenecía a Urco quien juntó un ejército y atacó a Cusi, fallando en su objetivo y siendo apresado y descuartizado. Se exilió en su residencia de Calca y tras la presión de los nobles, abdicó en Cusi Yupanqui. Estando alejado del poder, falleció de causas naturales.

### Tahuantinsuyo (1438-1533)

#### Pachacuti o Pachacútec
Reinado: (1438–1471)

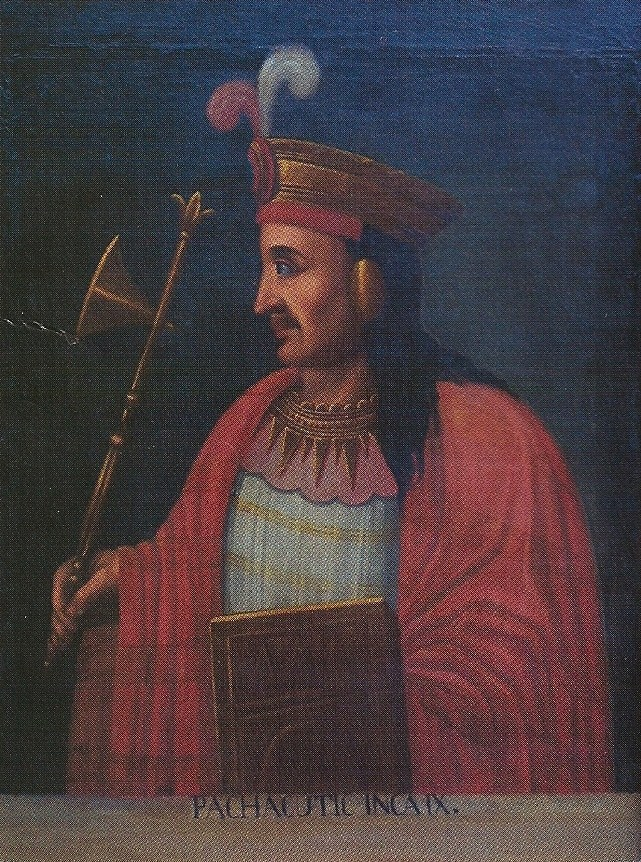
«Pachacutic Inca IX».

El más célebre exponente de esta dinastía, se convirtió en el noveno curaca del Cuzco, tras vencer al pueblo rival de los chancas, al cual expandió rápidamente convirtiéndolo en el Imperio inca. Su nombre de nacimiento fue Cusi Inca Yupanqui, pero tras dirigir la resistencia del Cuzco y al final ser nombrado sucesor por su padre quien al ceñirle la mascapaicha, lo renombró como Pachacuti Yupanqui Cápac Inti Churi, es decir, «el poderoso hijo del Sol, el honorable señor, la vuelta del mundo». 
En sus primeros años, consolidó el predominio cuzqueño sobre todos sus vecinos cercanos, luego de ello organizó un expedición de miles de soldados para anexar a la nación chanca y tomar el control de Vilcashuamán para así continuar su expansión hacia el sur con el fin de anexar al reino de los collas. Habiendo cumplido su objetivo, por las obligaciones propias del gobierno, se quedó en Cuzco; encargando la expansión del naciente imperio a su hermano Cápac Yupanqui y luego a su hijo Túpac Inca Yupanqui. En la siguiente expedición al mando de Cápac, sus tropas avanzaron por toda la sierra central anexando a la nación Huanca y los remanentes de la nación Chanca así como a los demás pueblos en las actuales regiones de Ayacucho, Junín, Huánuco, Huancavelica y parte de Áncash. También significó la conquista de la nación de los chinchas en la actual región de Ica en lo que sería el Chinchaysuyo Inca, llegando hasta donde los cajamarcas que se coaligaron con los chimúes para defenderse. 
Por 1460 nombró como sucesor a su hijo Amaru Inca Yupanqui, no obstante los orejones no aceptaban a un príncipe compasivo sin carácter marcial por lo que presionaron para que la sucesión vaya en favor del otro hijo del monarca, Túpac Inca Yupanqui, un hábil estratega que comandaría la siguiente expedición al norte para la conquista del Chinchaysuyo, donde en su camino acabó con todos los focos de resistencia, para luego de una hábil estrategia anexar al reino chimú, luego el príncipe prosiguió la conquista al pueblo de los chachapoyas quienes opusieron una aguerrida resistencia, así continuó su avance hasta Ecuador, anexando al pueblo cañari en su paso. Mientras tanto en Cuzco, Pachacútec impulsó numerosas reformas así como la remodelación de la ciudad por la expansión demográfica en obras de interés como irrigación y urbanismo.Entre esas destaca la remodelación del Templo del Sol o Inticancha, donde se recubrió de oro el interior de este, pasando a denominarse Coricancha. Sus más importantes reformas fueron la división administrativa del creciente imperio en cuatro suyos, teniendo como centro la ciudad del Cuzco; al este, el Antisuyo, al oeste, el Contisuyo; al norte, el Chinchaysuyo, y al sur, el Collasuyo, así como también el sistema de colonización de los mitimaes, llevando estos colonizadores la cultura inca a los pueblos conquistados, lo que favoreció la expansión del quechua por toda la región de los Andes. Falleció ya anciano, de causas naturales. 

#### Túpac Inca Yupanqui
Reinado: (1471–1493).

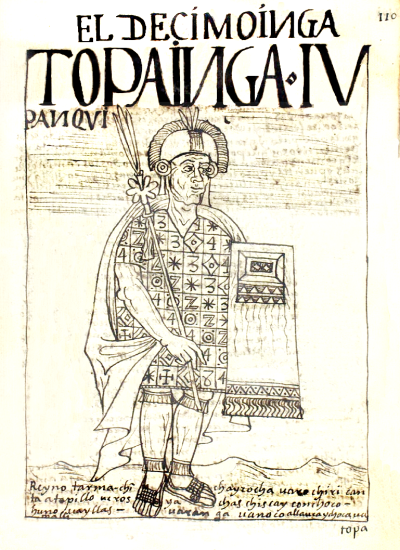
«El décimo inga Topa Inga Yupanqui», en la Corónica.

Segundo máximo exponente de la dinastía. Nacido en Cuzco, fue un excepcional guerrero y estratega que fue responsable de la mayoría de campañas que expandieron el imperio, en especial son conocidas sus conquistas en el Chinchaysuyo. Se hacía llamar «El Resplandeciente» y tomó como coya principal a su hermana, la princesa Mama Ocllo, con quien tuvo a su heredero Huayna Cápac, el cual aparentemente nació en la ciudad que Túpac fundó, Tomebamba, en su campaña al norte.
Dada la debilidad de su hermano Amaru para dirigir un imperio multiétnico, fue elegido como nuevo príncipe sucesor (auqui) de Pachacuti, tras lo cual le fue delegado diversas funciones del gobierno entre ellas la militar, por lo que se le encomendó una expedición de conquista al norte, en su camino aplastó focos de rebelión y luego comenzó la campaña de anexión del reino chimú, un poderoso Estado de la costa norte de Perú, donde no solo se valió de la ventaja militar, sino que desvió el río Moche con el fin de que el asedio a Chan Chan fuera más corto, dado que la región es un valle en medio del desierto, tras lo cual el chimú cápac, Michan Çaman, decidió capitular ante los incas. Esta victoria permitió al imperio, acceder a las avanzadas técnicas de orfebrería chimú en oro y plata. También destaca su campaña hacia los chachapoyas, quienes le opusieron una tenaz resistencia, tras la cual los terminó conquistando. Luego siguió su avance por las regiones de Cutervo y Chota, en Cajamarca, y llegó hasta Huancabamba, en la sierra piurana, por lo cual había anexado toda la costa, sierra y selva alta del norte de Perú. Siendo imparable, conquistó a los guayacondos, los bracamoros, los paltas, los cañaris, estos últimos un pueblo muy belicoso en lo que es actualmente Ecuador; llegando a esas alturas a la sierra de Quito, conquistando a los quitus. En esta conquista imparable, el príncipe fundó ciudades como Tomebamba (futura Cuenca) y la fortaleza de Quinche (futuro Quito), para esas alturas ya era requerido en la capital, sin embargo continuó su campaña hacia la costa de Ecuador donde sometió a los punás y anexó la región de Guayaquil.
Después de seis años de campañas, volvió al Cuzco donde fue recibido con júbilo por su padre y el pueblo.En 1471 asumiendo el gobierno tras la muerte de Pachacuti, reanudó sus campañas, donde se focalizó en la región amazónica del Antisuyo; sometiendo a las tribus manú y opotari en el oriente. No obstante, su última gran campaña la dirigió al sur, con el fin de expandir el Collasuyo donde se dirigió a la meseta del Collao en Bolivia sometiendo a los remanentes collas y anexándolos siguiendo su paso hasta la sierra de Tucumán en Argentina, luego efectuaría campañas hacia la región de lo que hoy es Chile, sometiendo a los diaguitas y enfrentando a los mapuches, tras lo cual fijó el límite sur del imperio en el río Maule (Chile). Existen teorías de que el inca favoreció la navegación en balsas y caballitos en totora, en su paso por la costa de Ecuador, donde se afirma que llegó hasta las islas Galápagos.
Consolidó las reformas de su padre a nivel administrativo, así como el proceso de quechuización del imperio. Habiendo envejecido y encontrándose en Chinchero, el inca enfermó, según algunos, por el envenenamiento de una de sus concubinas secundarias por la lucha del sucesor al imperio, sin embargo, el inca designó al final a su hijo menor, de la coya principal, como su heredero, Huayna Cápac, antes de fallecer.

#### Huayna Cápac
Reinado: (1493–1527)

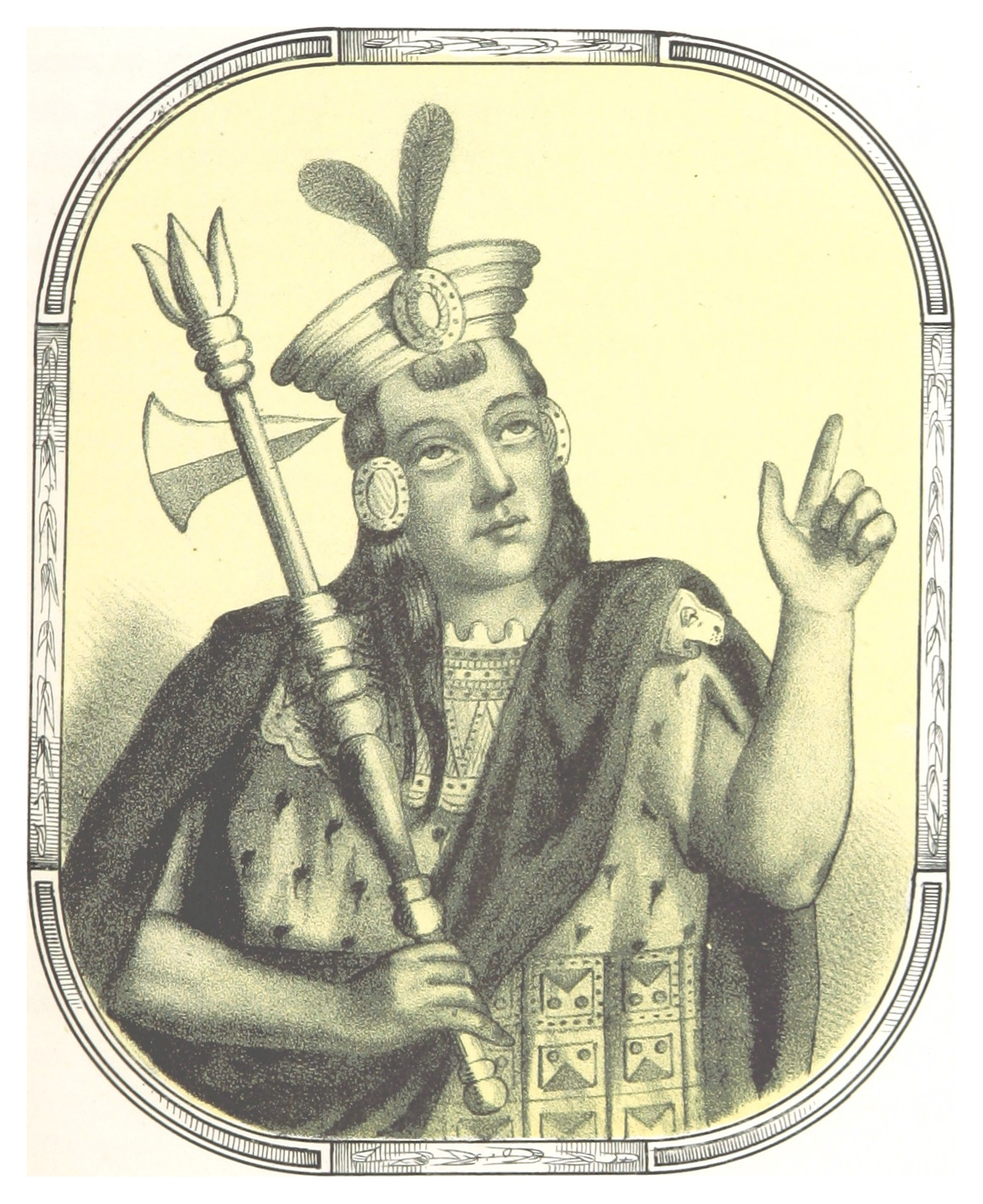

Nacido como Titu Cusi Huallpa, fue uno de los hijos más jóvenes de Túpac Yupanqui al cual tuvo con la coya cuzqueña Mama Ocllo, hija también de Pachacuti, habiendo al parecer nacido en medio de las campañas de su padre cuando era auqui (príncipe) en Tomebamba. Fue llamado «el joven valiente» y ascendió al trono a temprana edad, tras disputas en la sucesión por los otros hijos de las coyas secundarias, sin embargo contó con el apoyo de su tío Huamán Achachi, general de su padre, quien lo salvó en sus primeros años de las conspiraciones en su contra. 
Tras sus primeros años en Cuzco, decide efectuar su campaña contra la rebelión de los chachapoyas a quienes finalmente venció, luego efectuó visitas al sur del Imperio y renovar una campaña contra los bracamoros en Cajamarca, luego pasaría a las ciudades de Tomebamba y Quito, fundadas por su padre, donde se dice tomó como concubina a una noble del pueblo quitu o caranqui, con quien tendría a Atahualpa, en dichas ciudades efectuó nuevas construcciones con el fin de embellecerlas.En resumen, los siguientes años los pasaría consolidando el poder real, aplastando las continuas revueltas de pueblos norteños, en las zonas conquistadas por su padre en el Sur y el Norte del imperio. Alrededor de 1513, emprendió una campaña acompañado de sus hijos Atahualpa y Ninan Cuyuchi, que significó la derrota de los pastos, fijando así el límite norte del Imperio en el sur de Colombia. 
En cuanto a la labor de su gobierno, se le reconoce como un líder carismático que sirvió como símbolo de unión en un imperio tal multiétnico como el incaico, también se le reconoce la descentralización que llevó a cabo con el fin de evitar la dependencia del Cuzco; siendo notable su apego a las regiones norteñas a las cuales desarrolló y embelleció como por ejemplo, las ciudades de Quito y Tomebamba, así como fundó Atuntanqui y construyó observatorios astronómicos. También desarrolló la región de Cochabamba en Bolivia como un nuevo centro agrícola y administrativo; y consolidó la red de caminos del Qhapaq Ñan para unir las distintas regiones. 
En el plano dinástico, se casó con su hermana de padre y madre, Cusirimay Ocllo, sin embargo no tuvo descendencia con ella, por lo que tomó a su media hermana Rahua Ocllo como segunda coya con quien tuvo a Túpac Cusi Huallpa, conocido luego como Huáscar. Para 1515 tras una campaña, le llegó a oídos del inca, que hombres barbudos exploraban muy al norte, sin embargo no se llegó a ningún plan ante este hecho puesto que se originó una epidemia de viruela por los españoles que terminó enfermándolo y causándole la muerte. Para ese entonces, ya había designando a su hijo mayor Ninan Cuyuchi como heredero, desconociendo que el Auqui también se había infectado y muerto por lo que sucesión no quedó clara y quedó en manos de las panacas y orejones quienes decidieron elegir al hijo de la segunda coya, Huáscar. Se respetó una de las voluntades del inca que era otorgarle la región norte del imperio a su hijo Atahualpa para que sirva como gobernador de la zona. Su momia en su traslado al Cuzco, fue muy bien recibida en su paso por los distintos pueblos que lamentaron su pérdida. Tras su muerte se acaba la edad de oro del imperio y se inicia la decadencia por las disputas sucesorias junto con la llegada de los españoles.

#### Huáscar
Reinado: (1527–1532).

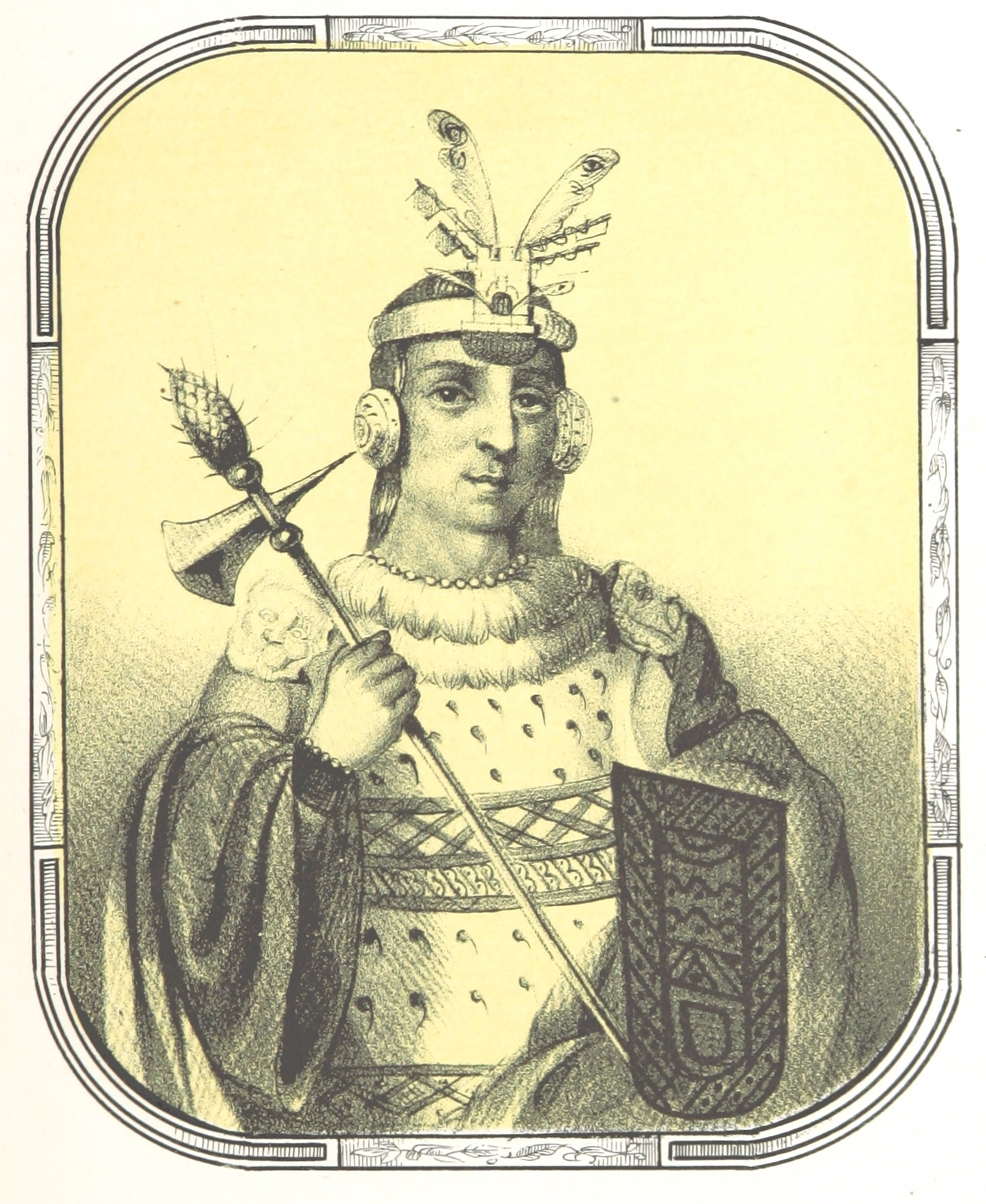

Nació en Huascarpata en Cuzco, siendo hijo de Huayna Cápac y su media hermana, la coya Rahua Ocllo, con el nombre de Túpac Cusi Huallpa. Tras la epidemia de viruela originada por los españoles en las provincias del norte del imperio que dejó a su padre y su hijo sucesor muertos. Fue designado sapa inca por el consejo de orejones del Cuzco teniendo en cuenta el rango de su madre y el hecho de haber sido designado gobernador del Cuzco (Incap Antin) en ausencia de su padre. 
En los primeros años, se descubrió una de las muchas conspiraciones que existían por el trono, donde se quería colocar a su Cusi Atauchi como nuevo heredero, tras la cual muchos de los conjurados fueron ejecutados siendo varios parte de importantes linajes y panacas. Después de esto, Huáscar se volvió desconfiado, e incrementó su celo sobre su hermano Atahualpa, quien por deseo de su padre, se había convertido en gobernador de Quito que abarcaba Ecuador y el sur de Colombia; mientras Huáscar no tenía proyecciones de expansión al este por lo complicado de seguir internándose en la región amazónica y al sur, las pampas, cordilleras y desiertos no ofrecían grandes posibilidades de recursos así como poblaciones. 
En un inicio existió una tregua que duró casi 5 años hasta que las continuas provocaciones y la destitución de la gobernación por orden de Huáscar, motivó la rebelión de Atahualpa, dando inicio a la guerra civil incaica, para la cual se había aliado con el pueblo cañari por el odio que le tenían a Atahualpa al ser partícipe de campañas en el norte.En un primer momento, Huáscar tuvo ventaja sobre su hermano pero este contaba con las experimentadas tropas norteñas que habían seguido a su padre en las campañas del norte así como hábiles generales como Quizquiz que terminaron venciéndolo y capturándolo. Fue ejecutado , por orden de su medio hermano, en el pueblo de Andamarca y sus restos arrojados al río Yanamayo.

#### Atahualpa
Reinado: (1532–1533).

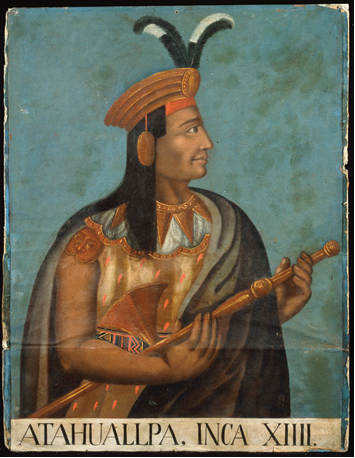
«Atahuallpa, Inca XIIII»

Hijo de Huayna Cápac, existen discusiones acerca de su lugar de nacimiento y la identidad de su madre por la falta de evidencia escrita, algunas sitúan su nacimiento en Cuzco y otros en Quito o Caranqui así como que si su madre era de la nobleza cuzqueña o quiteña. A la edad de 13 años, partió del Cuzco con su padre y su hermano Ninan Cuyuchi a aplastar una rebelión en el norte donde pasaría alrededor de 10 años que le doto de la suficiente experiencia militar así como se rodeó con experimentados generales de su padre como Chalcuchímac y Quizquiz. 
Por voluntad de su padre, su hermano decidió nombrarlo Incap Rantin de Quito con todas las provincias norteñas lo que lo dotó de un gran poder militar y económico. Sin embargo, los celos entre los hermanos debido a las conspiraciones que existían provocó que Huáscar llame a su hermano al cuzco, lo que provocó que sus generales temiendo su muerte, sugirieron enviar emisarios que el Sapa Inca tomo como ofensa y los torturó por lo que se desencadenó la Guerra civil incaica, ante el cual el ejército incaico del norte le juró su lealtad a Atahualpa, incluyendo sus generales así como su hermano Rumiñahui, hijo bastardo de Huayna Cápac, al final la experiencia de los norteños en las anteriores campañas les dio la ventaja sobre los ejércitos del sur en diversas batallas, incluso capturando a Huáscar, tras lo cual las tropas norteñas entraron en el Cuzco garantizando la victoria final, sin embargo se cometieron excesos y maltratos contra la panaca de Huáscar y todos los que lo apoyaron. 
Cuando Atahualpa debía dirigirse al Cuzco para ceñir la mascapaicha y ser adecuadamente entronizado, ocurrió la llegada de los españoles al mando de Francisco Pizarro, lo que llegó a oídos del inca a través de su red de espionaje, confiado en su superioridad y conociendo el número de los españoles, permitió que buscarán su encuentro en Cajamarca, estos el 15 de noviembre de 1532 solicitaron a través de una embajada al mando de Hernando de Soto, encontrarse a la mañana siguiente, y el día 16 al producirse el encuentro al cual el inca acudió con miles de hombres desarmados, se vio envuelto en una emboscada tendida por los españoles que lo apresaron. 
En la cárcel, ordenó la ejecución de Huáscar y luego solicitó un rescate por su liberación que los españoles aceptaron donde se midió en un cuarto, una cantidad de oro y dos de plata hasta la altura de la palma del inca, sin embargo luego del pago sería ejecutado por los españoles acusado de traición, fratricidio e incesto el 26 de julio de 1533 en Cajamarca, con lo cual se puso fin al Tahuantinsuyo y la dinastía Hanan perdió su centro de poder. Se le considera el último Inca estrictamente hablando a pesar de los focos de resistencia como Vilcabamba o los «títeres» impuestos por los españoles.

### Designado por los españoles(1533-1533)

#### Túpac Huallpa
Reinado: (1533–1533).
Fue uno de los más de 100 hijos del inca Huayna Cápac, luego de la ejecución de su hermano Atahualpa y ante la anarquía producida, los españoles decidieron unilateralmente nombrarlo Sapa Inca como sucesor de su hermano simplemente para manejarlo como "gobernante títere" y dando legitimidad a las órdenes en búsqueda de tesoros de oro y plata.
En el camino de Cajamarca a Cuzco, aparentemente al empezar a oponerse a las órdenes españolas fue misteriosamente envenenado, y sería acusado el general Chalcuchímac, quien se encontraba prisionero, quien posteriormente sería quemado vivo al negarse al bautizo.

### Incario de Vilcabamba (1537–1572)

#### Manco Inca
Reinado: (1533–1536) como títere y (1537–1544) como rebelde en Vilcabamba

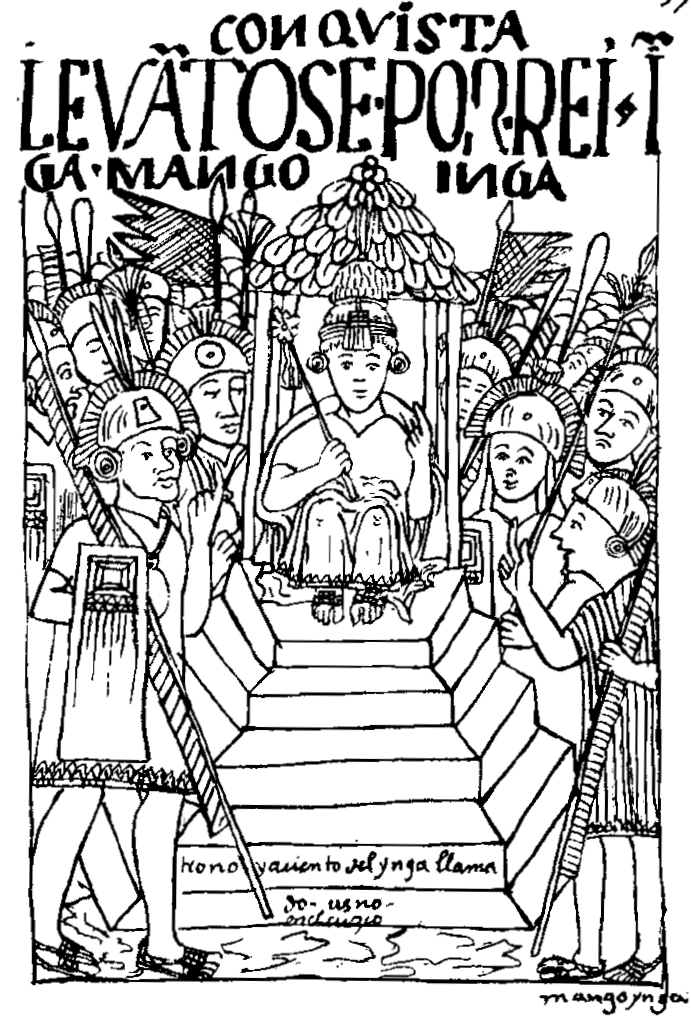
«Conquista: Levantóse por rey inga Mango Inga» en la Corónica.

Conocido también como Manco Cápac II, fue hijo del inca Huayna Cápac. Nació aparentemente en Cuzco alrededor de 1515. Se mantuvo alejado de las dos partes en conflicto de la guerra civil incaica. Luego de la muerte de Atahualpa, salió al encuentro de los españoles en noviembre de 1533 pensando que eran salvadores que los liberarían de las tropas atahualpistas. El 15 de noviembre las tropas españolas con sus miles de aliados indígenas entraron al Cuzco donde se efectuó el famoso saqueo del Cuzco, tras el cual profanaron el templo del Coricancha, así como numerosos palacios y además, violaron a las mujeres. Luego, Pizarro lo hizo coronar como sapa inca y solicitó su ayuda para acabar con el general atahualpista Quizquiz. Tras vencerlo en Jauja, el Inca pensó que la situación con los españoles cambiaría; esto no sucedió, dándose cuenta del engaño y de las verdaderas intenciones de los españoles. A raíz de ello, ideó un plan para apartarlos, pero fue descubierto y apresado en 1535.
Logró escapar del Cuzco en compañía del Willaq Umu en abril de 1536, valiéndose de la ambición del hermano de Francisco,Hernando Pizarro, dirigiéndose a Calca donde llamó a todos los curacas, generales y nobles que le eran fieles e hizo el siguiente juramento: «Yo estoy determinado a no dejar cristiano con vida en toda la Tierra y para eso, quiero poner cerco en el Cusco. Quien de vosotros pensará servirme, sírvame  en esto, ha de poner sobre tal caso la vida. Beba por estos vasos y no con otra condición», tras lo que se inició la guerra de reconquista inca para la que reunió entre 100.000 y 200.000 soldados del collasuyo, antisuyo y contisuyo. La campaña se dirigió hacia la recién fundada Lima y el Cuzco, dando lugar al asedio entre 1536 y 1537. Recapturó la fortaleza de Sacsayhuamán donde estuvo a poco de conseguir su objetivo final. No obstante, los españoles mediante un ardid rompieron el cerco de la fortaleza. El largo asedio originó falta de provisiones que, sumado a la llegada del ejército de Almagro desde Chile por la retaguardia, motivaron a Manco Inca a retirarse a Ollantaytambo y luego a Vilcabamba, desde donde dirigió la resistencia. Allí se enteró, por las tribus antis del amazonas, que los españoles marchaban hacia él, saliendo a su encuentro y venciendo en el Ongoy.
Se enteró del paso de los huancas a los españoles, por lo que abrió un nuevo frente y castigó a los traidores, acabando con miles de huancas y 50 españoles en Jauja. Luego se enfrentó a una expedición de españoles que terminó capturando a su coya a la que ejecutaron.
Falleció en 1544 o 1545, asesinado por almagristas que huían de la guerra civil a quienes había acogido.

#### Sayri Túpac
Reinado: (1545–1558).

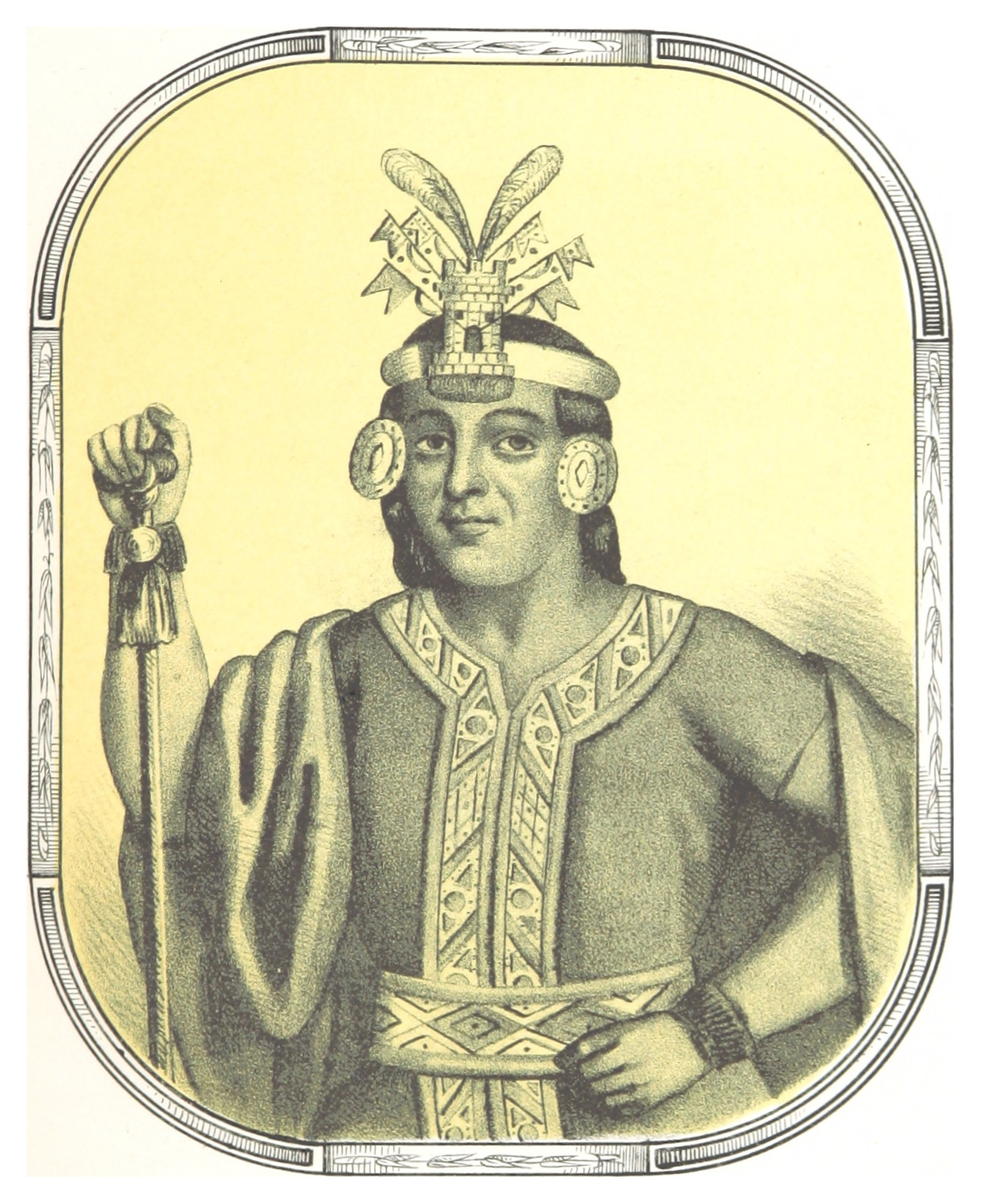

Sucedió a su padre como inca de Vilcabamba , mantuvo una prolongada tregua de paz con los españoles que la aprovecharon para mejorar sus posiciones. Mantuvo conversaciones con Pedro de la Gasca que terminaron fallidas y luego con el virrey  Andrés Hurtado de Mendoza en 1556 quien lo recibió amistosamente en Lima, a cambio de renunciar a su reclamo del Imperio Inca, se le ofreció la encomienda de Yucay así como ricas rentas y viéndose claramente inferior, aceptó. Luego de ello, aceptó el catolicismo y se bautizó con el nombre de Diego. 
Se casó en el Cuzco con su hermana mayor, Cusi Huarcay, mediante una dispensa papal de Julio III, con quien tuvo una hija Beatriz Clara Coya quien se casó con Martín García de Loyola; su descendencia se unió con la familia Borja después. 

#### Titu Cusi Yupangui
Reinado: (1558–1570).

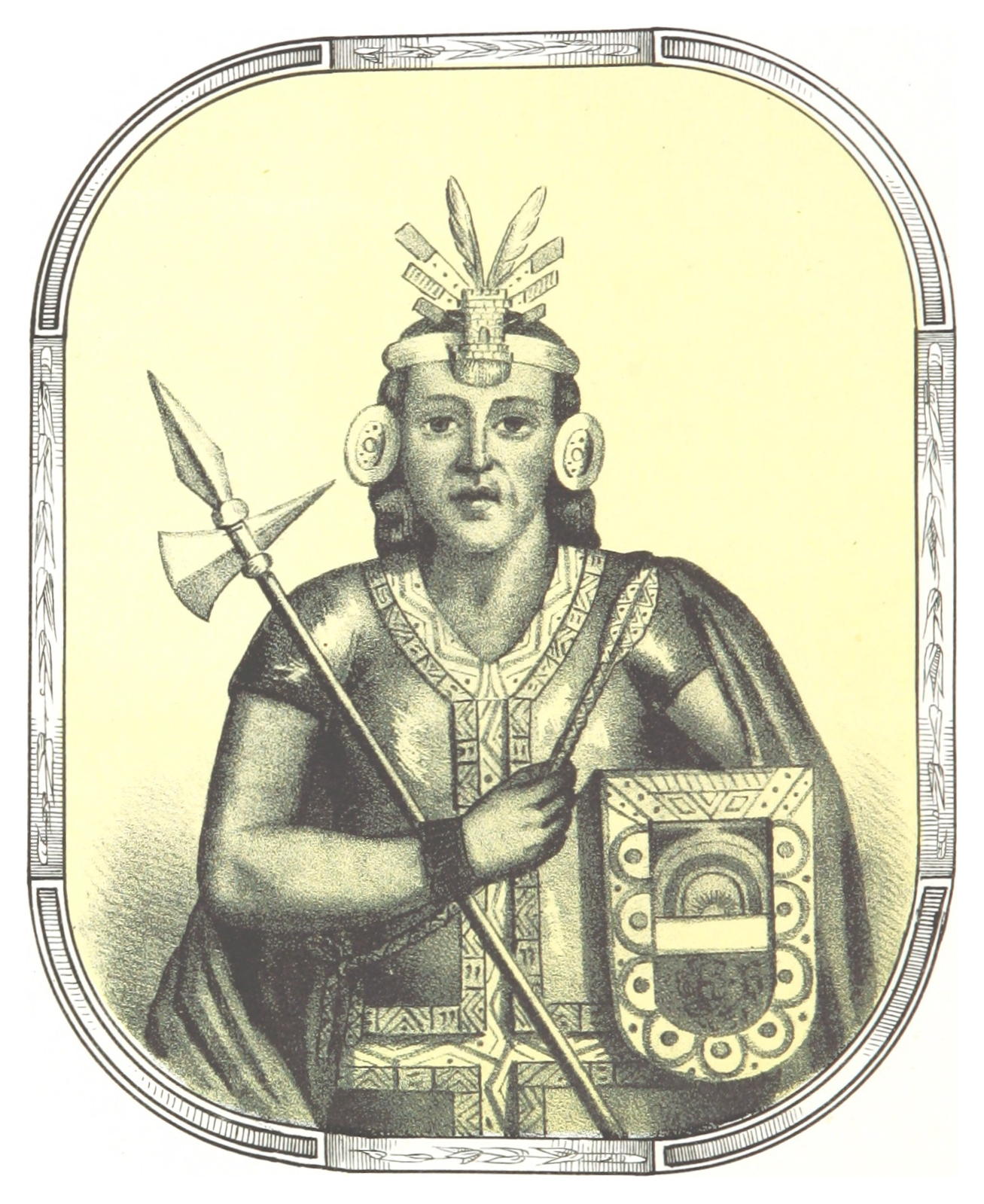

Sucedió a su hermano como inca de Vilcabamba, mostrando una gran belicosidad hacia los españoles en un comienzo y apropiándose de numerosas tierras de cultivo que le cimentaron buenos ingresos. La Corona española quería poner fin a la guerra y entró en negociaciones con él, llegando a un acuerdo con las autoridades del virreinato del Perú en el Tratado de Acobamba en 1566 que le garantiza el uso del título de inca para él y sus descendientes y se le perdonaba por su rebelión. Sin embargo el inca enfermó y falleció de pulmonía en 1570, y los misioneros cristianos fueron acusados de envenenarlo al darle de brebajes en busca de su cura.

#### Túpac Amaru I
Reinado: (1570–1572).

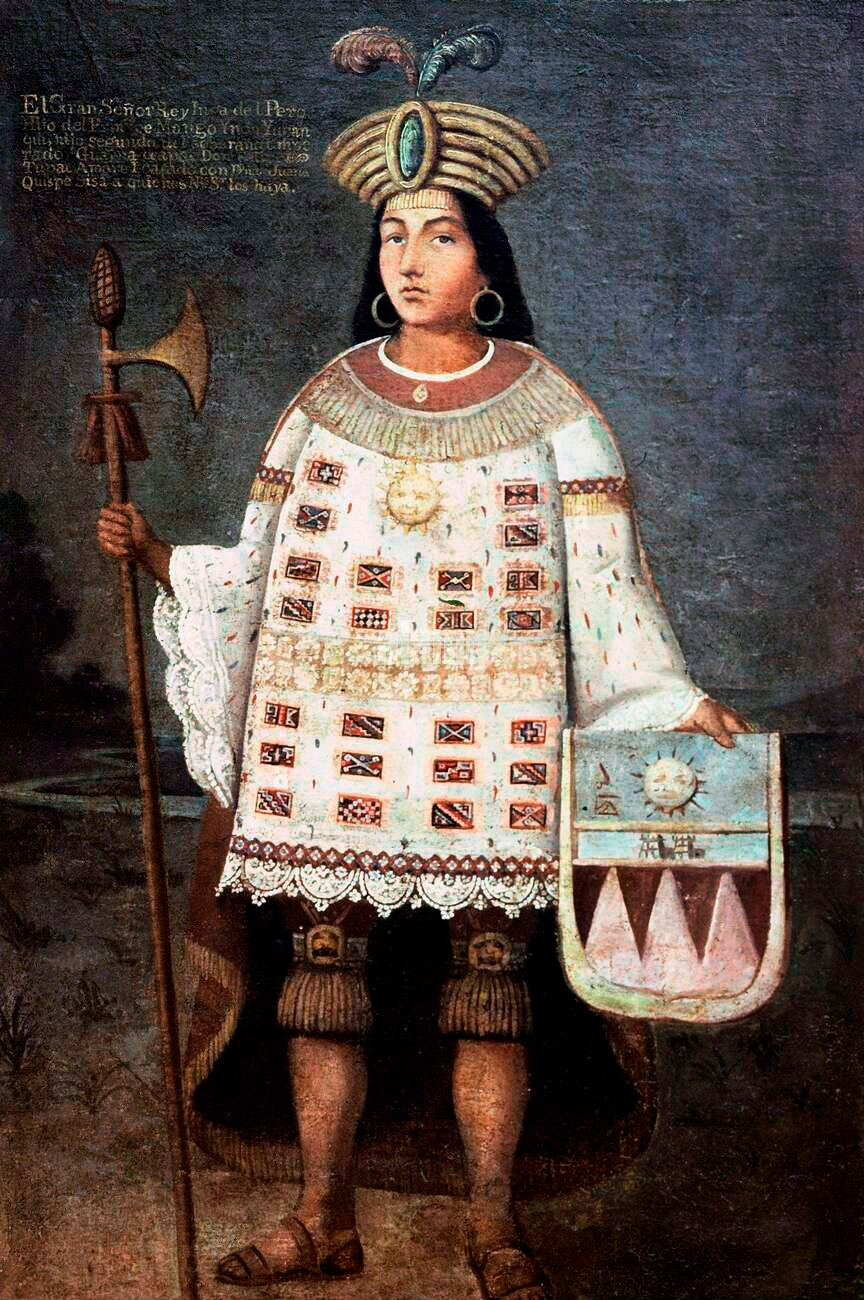

Último inca de Vilcabamba, retomó las hostilidades contra los españoles ejecutando a un embajador. Por lo cual los españoles deciden acabar de una vez con el reducto incaico enviando una expedición militar al mando de Martín de Hurtado y conformada por 250 soldados españoles y 2500 nativos aliados, entre los cuales figuraban 1000 cañaris contando además con varias piezas de artillería,. Para la defensa de Vilcabamba, en ese momento, el inca contaba con aproximadamente 2000 hombres, incluyendo de 600 a 700 antis.  
Tras una feroz resistencia, el reducto cayó y el Inca fue apresado y ejecutado en el Cuzco ante la presencia de miles de nativos quienes lamentaron su pérdida. Con su muerte finalizó el poder político de la dinastía Hanan Cuzco en el Perú; sobreviviendo la panaca a través de ramas colaterales pero la mayoría de las cuales cayeron en el olvido.  
Uno de sus descendientes directos, José Gabriel Túpac Amaru, se rebeló contra el poder colonial español en 1780 con el nombre de Túpac Amaru II.